# Октябрська сільська рада (Вітебський район)
55°7′35″ пн. ш. 30°15′43″ сх. д. / 55.12639° пн. ш. 30.26194° сх. д.
Октябрська сільська́ ра́да (біл. Акця́барскі сельсавет) — адміністративно-територіальна одиниця у складі Вітебського району, Вітебської області Білорусі. Адміністративний центр сільської ради — агромістечко Октябрська (Октябрський).

## Розташування
Октябрська сільська рада розташована на півночі Білорусі, на сході Вітебської області, на південно-східній околиці обласного та районного центру Вітебськ.
Найбільша річка, яка протікає територією сільради, із півдня на північ — Лучоса (90 км), ліва притока Західної Двіни.

## Історія
20 серпня 1924 року була утворена Кобильниківська сільська рада у складі Височанського району Вітебської округи (БРСР). 26 липня 1930 року округа була ліквідована і рада у складі Височанського району перейшла у пряме підпорядкування БРСР. 8 липня 1931 року район був ліквідований, а сільрада приєднана до Ліозненського району. З 20 лютого 1938 року, після утворення Вітебської області (15 січня 1938), разом із Ліозненським районом, увійшла до її складу.
Через перейменування адміністративного центру Кобильник на Октябр, сільська рада була перейменована на Октябрську. 24 серпня 1951 року сільрада була приєднана до Вітебського району.

## Склад сільської ради
До складу Октябрської сільської ради входить 21 населений пункт:
| - Октябрська — агромістечко. - Баришине — село. - Бондари — село. - Васюти — село. - Висока — село. - Заболотинка — селище (зал. ст.) - Зазиби 2 — село. - Заходники — село. - Копти — агромістечко. - Лобани — село. - Лососине — село. | - Лужино — село. - Любово — село. - Лятохи — село. - Маклаки — село. - Орлове — село. - Селюти — село. - Сокольники — село. - Шапури — село. - Шпилі — село. - Шульцево — село. |